# Clinodiplosis chlorophorae
Clinodiplosis chlorophorae är en tvåvingeart som beskrevs av Ewald Rübsaamen 1905. Clinodiplosis chlorophorae ingår i släktet Clinodiplosis och familjen gallmyggor. Inga underarter finns listade i Catalogue of Life.